# Steinbruch Fretter

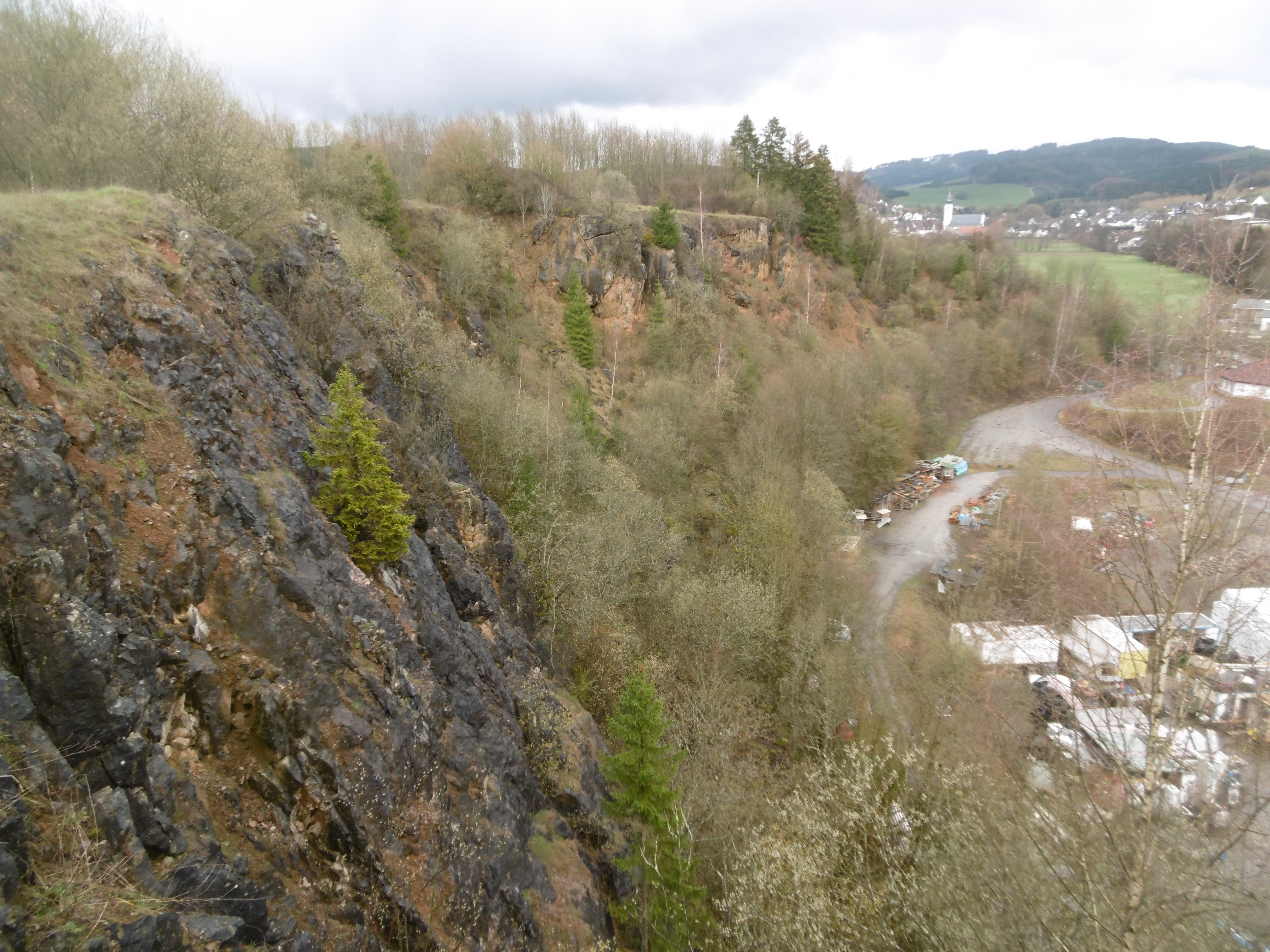
Steinbruch Fretter; Blick auf Nordostbereich.

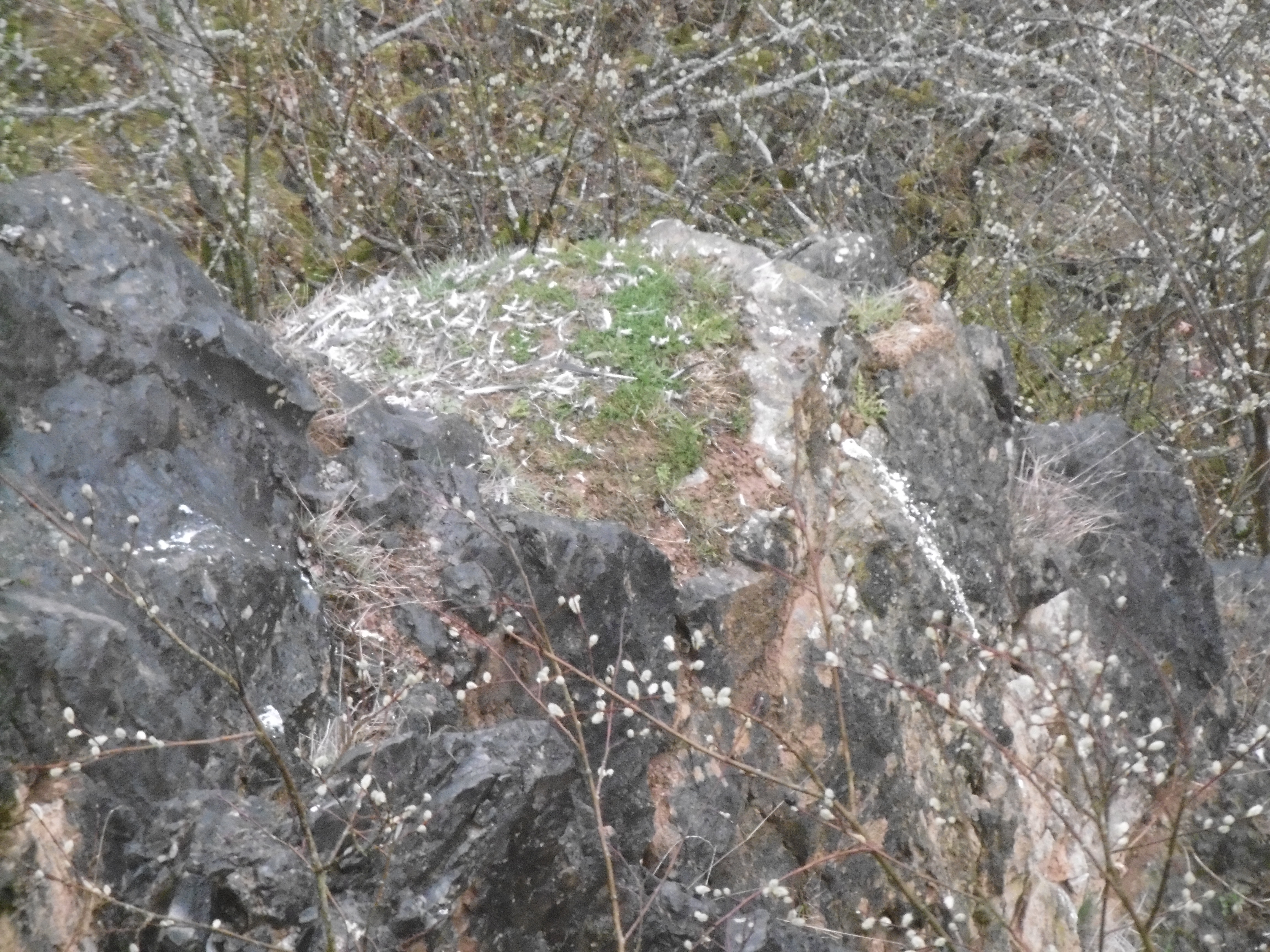
Rupfkanzel mit Rupfung.

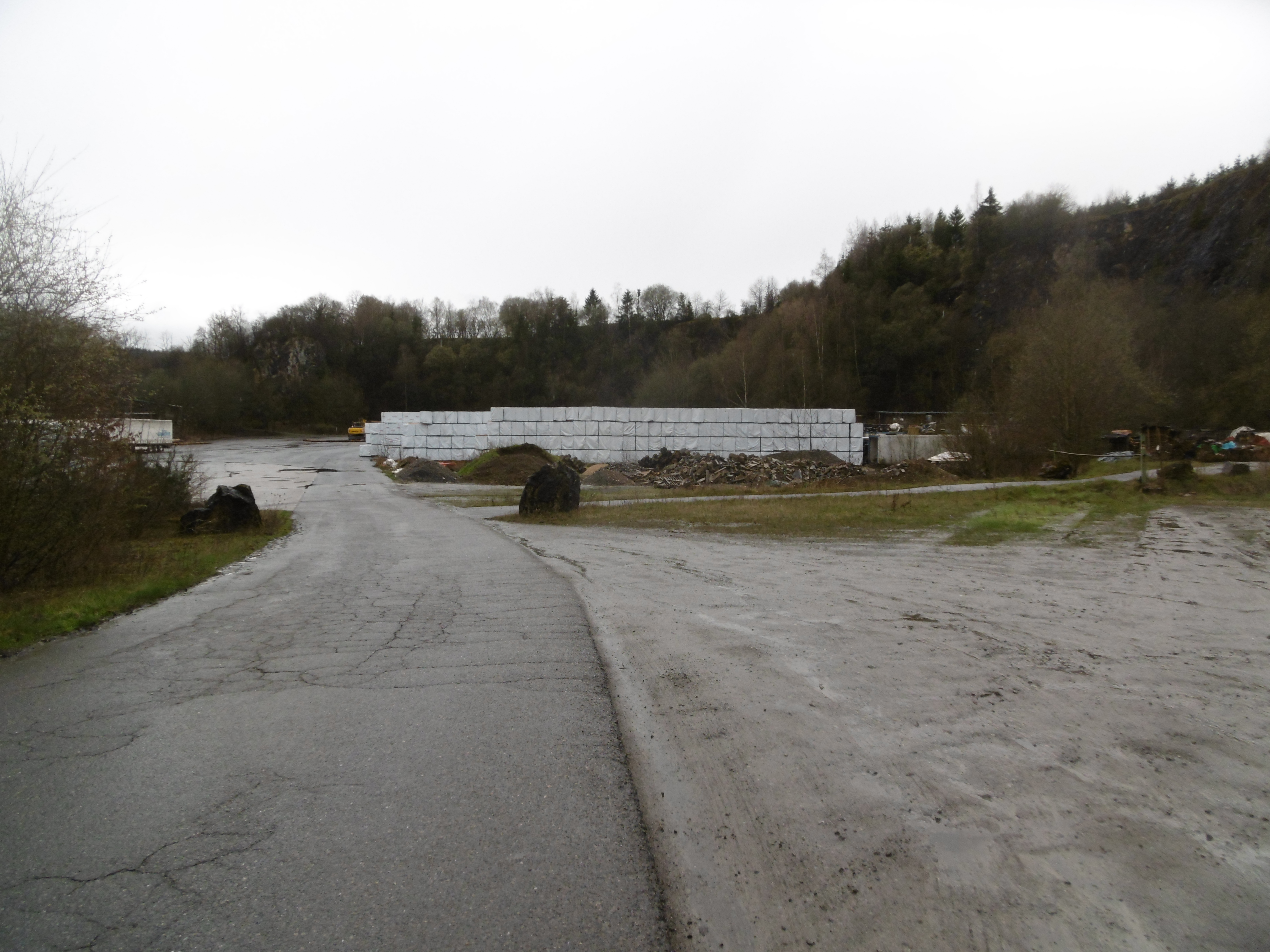
Steinbruchsohle.

Der Steinbruch Fretter befindet sich südwestlich von Fretter an einem mäßig steilen bis steilen Südosthang. Es handelt sich um einen ehemaligen Kalksteinbruch mit Kalk aus dem Devon. Auf der Steinbruchsohle befindet sich die Spedition Lenneper (Esloher Straße 105). Die Felshänge bzw. Steilhänge und angrenzenden Bereiche des Steinbruchgeländes sind ein geschütztes Biotop nach § 30 BNatSchG mit der Bezeichnung Kalksteinbruch mit angrenzenden Wäldern südwestlich Fretter (Nummer BK-4814-012). Südlich vom Bruch liegt direkt die Landstraße 737.

## Biotop Kalksteinbruch mit angrenzenden Wäldern südwestlich Fretter
Das geschützte Biotop mit einer Flächengröße von 5.84 ha umfasst neben Felshängen bzw. Steilhängen und angrenzenden Bereichen des Steinbruchgeländes auch Wald- und Grünlandbereiche bis an den Bebauungsrand von Fretter. Der nördlichste Bereich des Biotops wird von beweidetem Grünland eingenommen. Am Nordostbereich des Biotops liegt auch ein mit Farnen, Flechten und Moosen bewachsener ehemaliger Steinbruch. In diesem Bruch gibt es bis zu 10 m hohe Felswände. Auf den Felsen bzw. im direkten Umfeld dieses Bruches stockt ein Eschen-Ahorn-Bestand. Im Bereich Auf der Burg befindet sich das Kulturdenkmal einer ehemaligen Burganlage. An diesen Bereich grenzt südlich ein artenreicher von Hainbuche dominierter Waldkomplex mit Trauben-Eiche, Feld-Ahorn, Birke und Buche an einem steilen Hang. Zahlreiche Stockausschläge der Haselnussbüsche weisen auf die ehemalige Niederwaldnutzung in diesem Bestand hin. Am Unterhang dominieren jedoch Berg-Ahorn und Esche, mit einer von Brennnessel dominierten Krautschicht. Auch zwei Wohnhäuser liegen hier im Biotop. Nach Südwesten wird der Hang flacher. Hier befindet sich ein lückiges Verbuschungsbereich mit zahlreichen Baum- und Straucharten. An dieses Verbuschungsbereich schließt sich nach Südwesten der Steinbruch Fretter an. Auf den Böschungskanten und im Bereich der Steinbruchwände verzahnen sich kleinräumig Magerrasen, teils mit Übergängen zu den Kalkhalbtrockenrasen, und Saumbereiche, die verbuschen. 
Lebensraumtypen des Anhang I der FFH-Richtlinie im Biotop sind die Magergrünlandbrachen mit einem Flächenanteil von 26 %, die Kalkhalbtrockenrasen bzw. Kalkmagerrasen mit einem Flächenanteil von 3 %, die Eichen-Hainbuchenmischwaldbereiche mit einem Flächenanteil von 5 %. Die Kalksteinbruchbereiche nehmen einen Flächenanteil von 10 % ein. Zudem liegen Ahornmischwald mit einem Flächenanteil von 13 %, Gebüschbereiche mit einem Flächenanteil von 15 % und Fettweidebereiche mit einem Flächenanteil von 26 % im Biotop.
Zum Schutzziel des Biotops führt das Fachinformationssystem aus: „Erhaltung und Entwicklung eines strukturreichen Komplexes aus Trockenrasen, mesophilen Säumen, wärmeliebenden Gebüsch- und Waldbeständen im Umfeld eines Kalksteinbruches“. Das Biotopkataster der LANUV hat für das Biotop die Empfehlung einer Ausweisung als Geschützter Landschaftsbestandteil.
Auswahl vom Landesamt dokumentierter Pflanzenarten im geschützten Biotop: Behaartes Johanniskraut, Blaugrüne Segge, Braunstieliger Streifenfarn, Breitblättriger Thymian, Dürrwurz, Frühlings-Fingerkraut, Echter Wurmfarn, Echtes Johanniskraut, Echtes Labkraut, Einblütiges Perlgras, Gewöhnlicher Tüpfelfarn, Kleine Bibernelle, Kleine Klette, Kleiner Odermennig, Kleiner Wiesenknopf, Kratzbeere, Land-Reitgras, Nesselblättrige Glockenblume, Mauerlattich,
Mittlerer Wegerich, Moschus-Malve, Oregano, Purgier-Lein, Raues Veilchen, Rote Johannisbeere, Rundblättrige Glockenblume, Seidelbast, Skabiosen-Flockenblume, Taubenkropf-Leimkraut, Vielblütige Weißwurz, Wald-Bingelkraut, Wilde Karde, Wilde Möhre, Wirbeldost und Zerbrechlicher Blasenfarn.